# الجينوم الاجتماعي
الجينوم الاجتماعي هو مجموعة بيانات حول أعضاء المجتمع يتم التقاطها في قواعد بيانات أكبر وأكثر تعقيدًا (على سبيل المثال، البيانات الإدارية الحكومية، والبيانات التشغيلية، وبيانات الوسائط الاجتماعية، إلخ.). استخدم البعض مصطلح البصمة الرقمية للإشارة إلى الآثار الفردية.

## خلفية تاريخية
كان هناك استخدامان متميزان للمصطلح. الأول تم استخدام كلمة الجينوم الاجتماعي في رسالة موجهة إلى المحرر إلى مجلة Science ردًا على مقال أساسي حول استخدام البيانات الضخمة في العلوم الاجتماعية بواسطة King. تم نشر الرسالة  ، ولكن تم حذف كلمة الجينوم الاجتماعي من الرسالة.
ينص التقديم الأصلي على أن «نظام البيانات الموحدة المتكامل جيدًا لقواعد البيانات الإدارية المحدثة على أساس مستمر يمكن أن يحمل تمثيلًا جماعيًا لمجتمعنا وجينومنا الاجتماعي.» استمر كوم وآخرون في استخدام الكلمة منذ عام 2011 ، مع تعريفها في مقال تمت مراجعته من قبل الزملاء في عام 2013. تنص على «اليوم هناك تدفق مستمر للبيانات إلى، ومن، وبين قواعد بيانات أكبر وأكثر تعقيدًا من أي وقت مضى حول الأشخاص. معًا، تلتقط هذه الآثار الرقمية بشكل جماعي الجينوم الاجتماعي، آثار أقدام مجتمعنا». في عام 2014، تم نشر ورقة رؤية  حول المعلوماتية السكانية والتي تناولت المصطلح بمزيد من التفصيل.
اما الاستخدام الثاني وبشكل منفصل في نفس الوقت تقريبًا، بدأت مجموعة من الباحثين بقيادة معهد بروكينغز مشروع الجينوم الاجتماعي الذي بنى نموذجًا غنيًا بالبيانات لرسم خريطة المسار إلى الطبقة الوسطى من خلال تتبع مسار الحياة من الولادة حتى منتصف العمر. نُشرت الورقة الأولى  في عام 2012.

## الروابط الخارجية
- صفحة الجينوم الاجتماعي في مختبر المعلوماتية السكانية
- مشروع الجينوم الاجتماعي في معهد بروكينغز